# Stazione di Monserrato Caracalla
La stazione di Caracalla è una fermata tranviaria della linea 1 della rete tranviaria di Cagliari (Metrocagliari).

## Storia
In seguito alla creazione della tranvia, la fermata è stata costruita ex novo in via Caracalla (da qui il nome) già agli inizi del 2007  per effettuare i primi test (durati per tutto l'anno). Qualche centinaio di metri più a sud infatti si trova la stazione di Cagliari-Pirri della linea a scartamento ridotto Cagliari-Isili, oggi ormai in stato di abbandono, ma rimangono il vecchio fabbricato viaggiatori e le due banchine, che è stata chiusa al servizio passeggeri il giorno stesso dell'inaugurazione della linea, il 17 marzo 2008.
Dal 1° gennaio 2023 fino alla fine dell'estate 2025, il tratto tra Piazza Repubblica e San Gottardo è stato chiuso per lavori di rincalzatura del binario e raddoppio fino a questa stazione.

## Struttura dell'impianto
La fermata è costituita solamente da due banchine mediane rialzate (una per binario) dotate di pensilina e tabellone elettronico.

## Interscambi
- Fermata autobus (linea 8)